# Biserici de lemn din Serbia

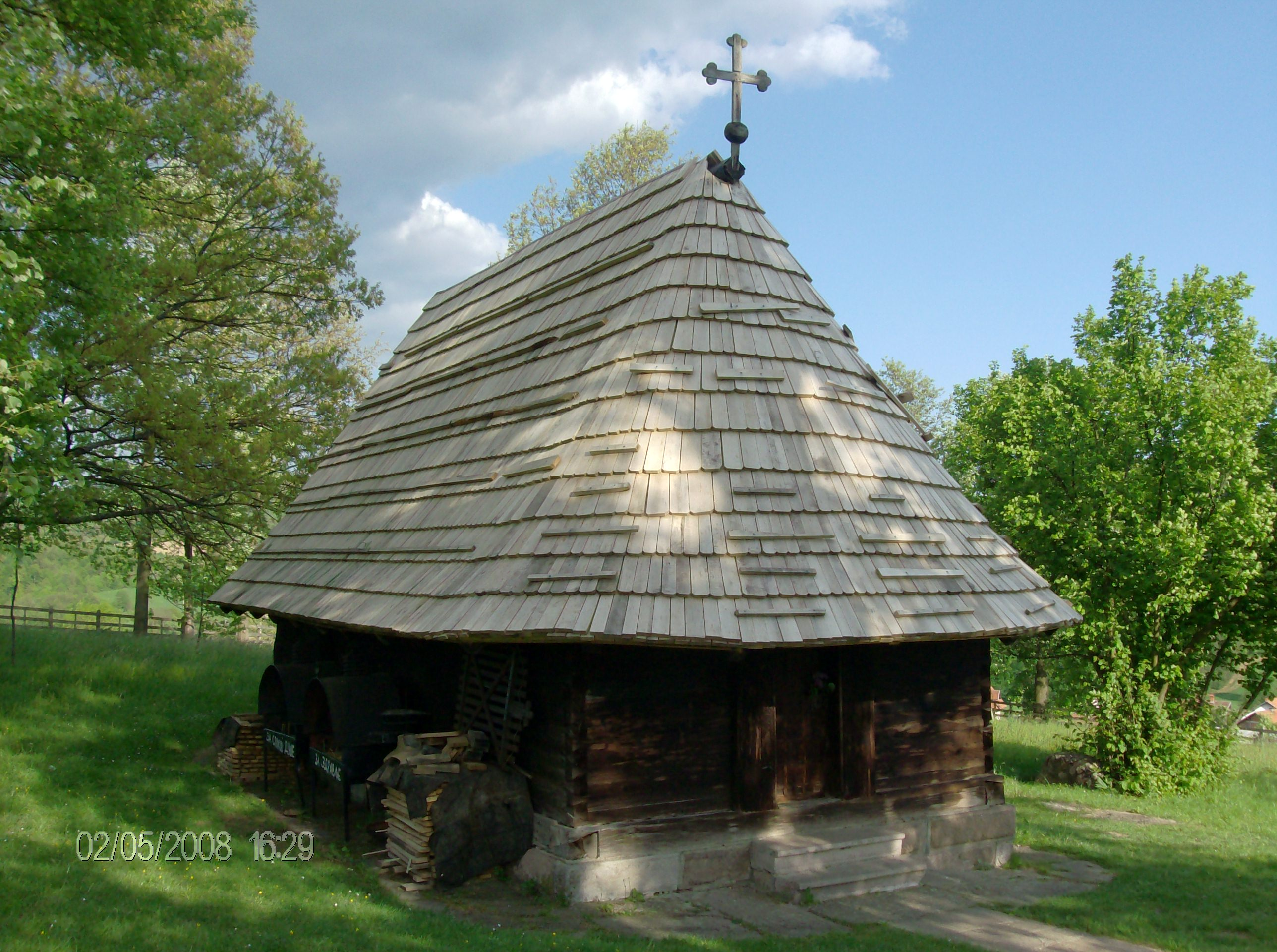
Biserica de lemn din Takovo, Serbia, ridicată în anul 1795.

Bisericile de lemn din Serbia formează un patrimoniu redus dar prețios în arhitectura sacrală de lemn din Europa. În Serbia se păstrează peste 50 de biserici de lemn construite înainte de anul 1918. Cele mai vechi biserici de lemn sunt databile în secolele 17, 18 și 19. 

## Trăsături
Bisericile de lemn din Serbia prezintă multe trăsături comune cu bisericile de lemn din Bosnia și Herțegovina precum și cu cele românești din Banat, Oltenia și Muntenia.